# Знаки почтовой оплаты СССР (1968)
Зна́ки почто́вой опла́ты СССР (1968) — перечень (каталог) знаков почтовой оплаты (почтовых марок), введённых в обращение дирекцией по изданию и экспедированию знаков почтовой оплаты Министерства связи СССР в 1968 году.

## Список коммеморативных (памятных) марок
Порядок следования элементов в таблице соответствует номеру по каталогу марок СССР (ЦФА), в скобках приведены номера по каталогу «Михель».
| № по каталогу                        | Изображение | Описание и источники                                                                           | Номинал   | Дата выпуска        | Тираж     | Художник       |
| ------------------------------------ | ----------- | ---------------------------------------------------------------------------------------------- | --------- | ------------------- | --------- | -------------- |
| (ЦФА [АО «Марка»] № 3640) (Mi #3512) |             | Серия «Международные спортивные соревнования года»: - Гандбол.                                 | 0,02 руб. | 18 июля 1968 года   | 4 000 000 | Э. Дробицкий   |
| (ЦФА [АО «Марка»] № 3641) (Mi #3513) |             | Серия «Международные спортивные соревнования года»: - Настольный теннис.                       | 0,04 руб. | 18 июля 1968 года   | 4 000 000 | Э. Дробицкий   |
| (ЦФА [АО «Марка»] № 3642) (Mi #3514) |             | Серия «Международные спортивные соревнования года»: - Балтийская регата.                       | 0,06 руб. | 18 июля 1968 года   | 3 500 000 | Э. Дробицкий   |
| (ЦФА [АО «Марка»] № 3643) (Mi #3515) |             | Серия «Международные спортивные соревнования года»: - Футбол.                                  | 0,10 руб. | 18 июля 1968 года   | 4 000 000 | Э. Дробицкий   |
| (ЦФА [АО «Марка»] № 3644) (Mi #3516) |             | Серия «Международные спортивные соревнования года»: - Подводное плавание.                      | 0,12 руб. | 18 июля 1968 года   | 3 000 000 | Э. Дробицкий   |
| (ЦФА [АО «Марка»] № 3645) (Mi #3517) |             | Серия «XIX летние Олимпийские игры в Мехико (Мексика)»: - Спортивная гимнастика.               | 0,04 руб. | 31 июля 1968 года   | 5 000 000 | Е. Анискин     |
| (ЦФА [АО «Марка»] № 3646) (Mi #3518) |             | Серия «XIX летние Олимпийские игры в Мехико (Мексика)»: - Тяжёлая атлетика.                    | 0,06 руб. | 31 июля 1968 года   | 5 000 000 | Е. Анискин     |
| (ЦФА [АО «Марка»] № 3647) (Mi #3519) |             | Серия «XIX летние Олимпийские игры в Мехико (Мексика)»: - Академическая гребля.                | 0,10 руб. | 31 июля 1968 года   | 4 000 000 | Е. Анискин     |
| (ЦФА [АО «Марка»] № 3648) (Mi #3520) |             | Серия «XIX летние Олимпийские игры в Мехико (Мексика)»: - Барьерный бег.                       | 0,12 руб. | 31 июля 1968 года   | 4 000 000 | Е. Анискин     |
| (ЦФА [АО «Марка»] № 3649) (Mi #3521) |             | Серия «XIX летние Олимпийские игры в Мехико (Мексика)»: - Фехтование на рапирах.               | 0,16 руб. | 31 июля 1968 года   | 4 000 000 | Е. Анискин     |
| (ЦФА [АО «Марка»] № 3650) (Mi #3522) |             | Серия «XIX летние Олимпийские игры в Мехико (Мексика)»: - почтовый блок «Бегуны на дистанции». | 0,40 руб. | 31 июля 1968 года   | 750 000   | Е. Анискин     |
| (ЦФА [АО «Марка»] № 3698) (Mi #3571) |             | «С Новым, 1969 годом!»: - Еловая ветка на фоне Спасской башни.                                 | 0,04 руб. | 1 декабря 1968 года | 4 000 000 | Виктор Пименов |

## Одиннадцатый выпуск стандартных марок (1966—1969)
В июне 1968 года продолжена эмиссия стандартных марок одиннадцатого выпуска (1966—1969): новый тираж серии был переиздан металлографическим способом, причём марки номиналом в 20 копеек и 1 рубль выполнили в изменённых цветах.
Порядок следования элементов в таблице соответствует номеру по каталогу марок СССР (ЦФА), в скобках приведены номера по каталогу «Михель».
| № по каталогу                        | Изображение | Описание и источники                                                           | Номинал   | Дата выпуска      | Тираж      | Художник                                |
| ------------------------------------ | ----------- | ------------------------------------------------------------------------------ | --------- | ----------------- | ---------- | --------------------------------------- |
| (ЦФА [АО «Марка»] № 3426) (Mi #3495) |             | Кремлёвский Дворец съездов, коричневая.                                        | 0,01 руб. | 20 июня 1968 года | 10 000 000 | Василий Завьялов, гравёр Иван Сапронов  |
| (ЦФА [АО «Марка»] № 3427) (Mi #3496) |             | Автоматическая межпланетная станция «Луна-9» на Луне, светло-фиолетовая.       | 0,02 руб. | 20 июня 1968 года | 10 000 000 | Василий Завьялов, гравёр Иван Сапронов  |
| (ЦФА [АО «Марка»] № 3428) (Mi #3497) |             | Советская молодёжь, комсомольский значок, фиолетово-синяя.                     | 0,03 руб. | 20 июня 1968 года | 8 000 000  | Василий Завьялов, гравёр Иван Сапронов  |
| (ЦФА [АО «Марка»] № 3429) (Mi #3498) |             | Государственный герб и флаг, кирпично-красная.                                 | 0,04 руб. | 20 июня 1968 года | 6 000 000  | Василий Завьялов, гравёр П. Яковлев     |
| (ЦФА [АО «Марка»] № 3430) (Mi #3499) |             | Современные средства связи, ультрамариновая.                                   | 0,06 руб. | 20 июня 1968 года | 5 000 000  | Василий Завьялов, гравёр Иван Сапронов  |
| (ЦФА [АО «Марка»] № 3431) (Mi #3500) |             | Воин Советской армии, зелёно-оливковая.                                        | 0,10 руб. | 20 июня 1968 года | 7 000 000  | Василий Завьялов, гравёр Иван Сапронов  |
| (ЦФА [АО «Марка»] № 3432) (Mi #3501) |             | Сталевар, коричневая.                                                          | 0,12 руб. | 20 июня 1968 года | 4 000 000  | Василий Завьялов, гравёр Иван Сапронов  |
| (ЦФА [АО «Марка»] № 3433) (Mi #3502) |             | Женщина с голубем мира, синяя.                                                 | 0,16 руб. | 20 июня 1968 года | 2 000 000  | Василий Завьялов, гравёр Иван Сапронов  |
| (ЦФА [АО «Марка»] № 3434) (Mi #3503) |             | Демонстрация трудящихся на Красной площади в Москве, красная.                  | 0,20 руб. | 20 июня 1968 года | 2 000 000  | Василий Завьялов, гравёр Иван Сапронов  |
| (ЦФА [АО «Марка»] № 3435) (Mi #3504) |             | Мелиорация земель и химизация сельского хозяйства, зелёная.                    | 0,30 руб. | 20 июня 1968 года | 2 000 000  | Василий Завьялов, гравёр Иван Сапронов  |
| (ЦФА [АО «Марка»] № 3436) (Mi #3505) |             | Почтовая связь, ультрамариновая.                                               | 0,50 руб. | 20 июня 1968 года | 2 000 000  | Василий Завьялов, гравёр Иван Сапронов  |
| (ЦФА [АО «Марка»] № 3437) (Mi #3506) |             | Портрет В. И. Ленина на фоне индустриального пейзажа, коричневая, серо-чёрная. | 1,00 руб. | 20 июня 1968 года | 2 000 000  | Василий Завьялов, гравёр Лидия Майорова |

## Конверты первого дня
Конве́рт пе́рвого дня (сокращённо — КПД) — специальный немаркированный конверт, на котором наклеенные почтовые марки либо блоки погашены в первый день их выпуска. Филателисты различают два типа таких конвертов. К первому типу относят любые конверты с премьерными марками, которые были погашены обычным (стандартным) календарным штемпелем в первый день их эмиссии. В свою очередь, ко второму типу относятся памятные конверты, специально изготовленные ко дню выхода в обращение конкретной марки. Такие конверты могут отличаться от стандартных размером, рисунком, повторяющим или сходным с рисунком марки, особыми надписями («Premier jour» и так далее). Впервые в мире издание специально подготовленных конвертов к первому дню официального выпуска новой почтовой марки было начато в США в 1851 году. Конверт первого дня относится к целым вещам и представляет собой самостоятельный предмет коллекционирования (филателистический конверт со штемпелем первого дня, дата которого обязательно совпадает с датой эмиссии самой марки).
В СССР впервые конверт первого дня был официально выпущен Центральным филателистическим агентством (ЦФА) «Союзпечать» Министерства связи в 1968 году. Его подготовка была предпринята с учётом потребностей коллекционеров и в связи с выпуском новогодней марки «С Новым 1969 годом!». На конверте, помимо рисунка, сюжетно перекликающегося с рисунком почтовой марки, было помещено новогоднее поздравление на пяти языках и надпись «Первый день» на русском и французском языках. Конверт был издан 1 декабря 1968 года. С тех пор почта СССР систематически осуществляла выпуск специальных конвертов и стала регулярно проводить гашения первого дня. В течение последующих восьми лет (по 25 декабря 1974 года) ЦФА «Союзпечать» было подготовлено 248 конвертов, а по 1979 год включительно было выпущено 510 таких конвертов. Если поначалу конверты первого дня выпускали только для некоторых серий почтовых марок, то со временем их число постепенно увеличилось: до первого января 1981 года почта СССР выпустила более 500 конвертов. В дальнейшем (с 1981 года и до распада СССР) число выпускаемых конвертов первого дня второго типа стало увеличиваться — их стали выпускать для каждой новой марки, которую гасили специальным штемпелем в первый день эмиссии. Ниже приведен перечень конвертов первого дня второго типа, порядок следования в таблице соответствует номеру по каталогу конвертов ЦФА.
| № по каталогу          | Изображение конверта | Гашение | Описание КПД и источники                                       | Номинал марки | Дата выпуска        | Художник       |
| ---------------------- | -------------------- | ------- | -------------------------------------------------------------- | ------------- | ------------------- | -------------- |
| (ЦФА [АО «Марка»] № 1) |                      |         | «С Новым, 1969 годом!»: - Еловая ветка на фоне Спасской башни. | 0,04 руб.     | 1 декабря 1968 года | Виктор Пименов |

## Комментарии
1. ↑  Ниже приведён перечень памятных художественных марок (с возможностью сортировки по номиналу, тиражу и дате введения в обращение).
2. ↑  Серия «Международные спортивные соревнования года»: ручной мяч, многоцветная. Офсетная печать на мелованной бумаге, перфорирована: комбинированная гребенчатая зубцовка 12:12½ (на каждые 2 сантиметра края марки приходится 12:12½ зубцов). В марочных листах по 25 (5×5) марок[2][6][7].
3. ↑  Серия «Международные спортивные соревнования года»: настольный теннис, многоцветная. Офсетная печать на мелованной бумаге, перфорирована: комбинированная гребенчатая зубцовка 12½:12 (на каждые 2 сантиметра края марки приходится 12½:12 зубцов). В марочных листах по 25 (5×5) марок[2][6][7].
4. ↑  Серия «Международные спортивные соревнования года»: Балтийская регата, многоцветная. Офсетная печать на мелованной бумаге, перфорирована: комбинированная гребенчатая зубцовка 12:12½ (на каждые 2 сантиметра края марки приходится 12:12½ зубцов). В марочных листах по 25 (5×5) марок[2][6][7].
5. ↑  Серия «Международные спортивные соревнования года»: футбол, многоцветная. Офсетная печать на мелованной бумаге, перфорирована: комбинированная гребенчатая зубцовка 12:12½ (на каждые 2 сантиметра края марки приходится 12:12½ зубцов). В марочных листах по 25 (5×5) марок[2][6][7].
6. ↑  Серия «Международные спортивные соревнования года»: подводное плавание, многоцветная. Офсетная печать на мелованной бумаге, перфорирована: комбинированная гребенчатая зубцовка 12½:12 (на каждые 2 сантиметра края марки приходится 12½:12 зубцов). В марочных листах по 25 (5×5) марок[2][6][7].
7. ↑  Олимпийские игры в Мехико. На марке  (ЦФА [АО «Марка»] № 3645) — спортивная гимнастика, голубая, сине-зелёная на золотистом фоне. Глубокая печать, перфорирована: рамочная зубцовка 11½ (на каждые 2 сантиметра края марки приходится 11½ зубцов). В марочных листах 50 (5×10) марок[2][9][7].
8. ↑  Олимпийские игры в Мехико. На марке  (ЦФА [АО «Марка»] № 3646) — тяжёлая атлетика, розово-карминовая, лиловая на золотистом фоне. Глубокая печать, перфорирована: рамочная зубцовка 11½ (на каждые 2 сантиметра края марки приходится 11½ зубцов). В марочных листах 50 (5×10) марок[2][9][7].
9. ↑  Олимпийские игры в Мехико. На марке  (ЦФА [АО «Марка»] № 3647) — академическая гребля, светло-зелёная, сине-зелёная на золотистом фоне. Глубокая печать, перфорирована: рамочная зубцовка 11½ (на каждые 2 сантиметра края марки приходится 11½ зубцов). В марочных листах 50 (5×10) марок[2][9][7].
10. ↑  Олимпийские игры в Мехико. На марке  (ЦФА [АО «Марка»] № 3648) — Барьерный бег, красно-оранжевая, коричневая на золотистом фоне. Глубокая печать, перфорирована: рамочная зубцовка 11½ (на каждые 2 сантиметра края марки приходится 11½ зубцов). В марочных листах 50 (5×10) марок[2][9][7].
11. ↑  Олимпийские игры в Мехико. На марке  (ЦФА [АО «Марка»] № 3649) — фехтование на рапирах, многоцветная. Глубокая печать, перфорирована: рамочная зубцовка 11½ (на каждые 2 сантиметра края марки приходится 11½ зубцов). В марочных листах 50 (5×10) марок[2][9][7].
12. ↑  Олимпийские игры в Мехико. Почтовый блок 90×66 мм, на марке  (ЦФА [АО «Марка»] № 3650) — бегуны, многоцветная. Офсетная печать, перфорирована: комбинированная гребенчатая зубцовка 12½:12 (на каждые 2 сантиметра края марки приходится 12½:12 зубцов)[2][9][7].
13. ↑  Новогодняя марка «С Новым, 1969 годом!»: на многоцветной марке  (ЦФА [АО «Марка»] № 3698) — еловая ветка на фоне Спасской башни Кремля. Глубокая печать, перфорирована: рамочная зубцовка 11½ (на каждые 2 сантиметра края марки приходится 11½ зубцов). В марочных листах 25 (5×5) марок[2][11][12].
14. ↑  Ниже приведён перечень стандартных марок (с возможностью сортировки по номиналу, тиражу и дате введения в обращение).
15. ↑  Кремлёвский Дворец съездов, коричневая. Металлография на простой бумаге, перфорирована: комбинированная гребенчатая зубцовка 12½:12 (на каждые 2 сантиметра края марки приходится 12½:12 зубцов). На марках указан 1966 год — дата начала эмиссии 11 выпуска стандартных почтовых марок СССР. В марочных листах по 60 (6×10) экземпляров[14][16][17].
16. ↑  Автоматическая межпланетная станция «Луна-9» на Луне, светло-фиолетовая. Металлография на простой бумаге, перфорирована: комбинированная гребенчатая зубцовка 12½:12 (на каждые 2 сантиметра края марки приходится 12½:12 зубцов). На марках указан 1966 год — дата начала эмиссии 11 выпуска стандартных почтовых марок СССР. В марочных листах по 60 (6×10) экземпляров[14][16][17].
17. ↑  Советская молодёжь, комсомольский значок, фиолетово-синяя. Металлография на простой бумаге, перфорирована: комбинированная гребенчатая зубцовка 12½:12 (на каждые 2 сантиметра края марки приходится 12½:12 зубцов). На марках указан 1966 год — дата начала эмиссии 11 выпуска стандартных почтовых марок СССР. В марочных листах по 60 (6×10) экземпляров[14][16][17].
18. ↑  Государственный герб и флаг, кирпично-красная. Металлография на простой бумаге, перфорирована: комбинированная гребенчатая зубцовка 12½:12 (на каждые 2 сантиметра края марки приходится 12½:12 зубцов). На марках указан 1966 год — дата начала эмиссии 11 выпуска стандартных почтовых марок СССР. В марочных листах по 60 (6×10) экземпляров[14][16][17].
19. ↑  Современные средства связи, ультрамариновая. Металлография на простой бумаге, перфорирована: комбинированная гребенчатая зубцовка 12½:12 (на каждые 2 сантиметра края марки приходится 12½:12 зубцов). На марках указан 1966 год — дата начала эмиссии 11 выпуска стандартных почтовых марок СССР. В марочных листах по 60 (6×10) экземпляров[14][16][17].
20. ↑  Воин Советской армии, зелёно-оливковая. Металлография на простой бумаге, перфорирована: комбинированная гребенчатая зубцовка 12½:12 (на каждые 2 сантиметра края марки приходится 12½:12 зубцов). На марках указан 1966 год — дата начала эмиссии 11 выпуска стандартных почтовых марок СССР. В марочных листах по 60 (6×10) экземпляров[14][16][17].
21. ↑  Сталевар, коричневая. Металлография на простой бумаге, перфорирована: комбинированная гребенчатая зубцовка 12½:12 (на каждые 2 сантиметра края марки приходится 12½:12 зубцов). На марках указан 1966 год — дата начала эмиссии 11 выпуска стандартных почтовых марок СССР. В марочных листах по 60 (6×10) экземпляров[14][16][17].
22. ↑  Женщина с голубем мира, синяя. Металлография на простой бумаге, перфорирована: комбинированная гребенчатая зубцовка 12½:12 (на каждые 2 сантиметра края марки приходится 12½:12 зубцов). На марках указан 1966 год — дата начала эмиссии 11 выпуска стандартных почтовых марок СССР. В марочных листах по 60 (6×10) экземпляров[14][16][17].
23. ↑  Демонстрация трудящихся на Красной площади в Москве, красная. Металлография на простой бумаге, перфорирована: линейная зубцовка 12½ (на каждые 2 сантиметра края марки приходится 12½ зубцов). На марках указан 1966 год — дата начала эмиссии 11 выпуска стандартных почтовых марок СССР. В марочных листах по 25 (5×5) экземпляров[14][16][17].
24. ↑  Мелиорация земель и химизация сельского хозяйства, зелёная. Металлография на простой бумаге, перфорирована: линейная зубцовка 12½ (на каждые 2 сантиметра края марки приходится 12½ зубцов). На марках указан 1966 год — дата начала эмиссии 11 выпуска стандартных почтовых марок СССР. В марочных листах по 25 (5×5) экземпляров[14][16][17].
25. ↑  Почтовая связь, ультрамариновая. Металлография на простой бумаге, перфорирована: линейная зубцовка 12½ (на каждые 2 сантиметра края марки приходится 12½ зубцов). На марках указан 1966 год — дата начала эмиссии 11 выпуска стандартных почтовых марок СССР. В марочных листах по 25 (5×5) экземпляров[14][16][17].
26. ↑  Портрет В. И. Ленина на фоне индустриального пейзажа, коричневая, серо-чёрная. Металлография на простой бумаге, перфорирована: комбинированная гребенчатая зубцовка 12:12½ (на каждые 2 сантиметра края марки приходится 12:12½ зубцов). На марках указан 1966 год — дата начала эмиссии 11 выпуска стандартных почтовых марок СССР. В марочных листах по 25 (5×5) экземпляров[14][16][17].
27. ↑  Новогодняя марка «С Новым, 1969 годом!»: на многоцветной марке  (ЦФА [АО «Марка»] № 3698)  (Mi #3571) — еловая ветка на фоне Спасской башни Кремля. Глубокая печать, перфорирована: рамочная зубцовка 11½ (на каждые 2 сантиметра края марки приходится 11½ зубцов)[2][11][12].